# ジュン (漫画)
『ジュン』は、石ノ森章太郎による日本の漫画。『COM』（虫プロ商事）にて、1967年1月号より1971年10月号まで連載された。
台詞はほとんどなく、絵とコマの流れだけで話が読み取れるような構造となっており、「漫画表現への挑戦」「実験作」とも評される。第13回（1967年）小学館漫画賞を受賞。

## あらすじ
少年ジュンは漫画家になるという夢を持っていたが、父には理解してもらえずにいた。ある日、父親は勉強をせず漫画を描くことばかりに陶酔するジュンに手をあげ、ジュンの描いた漫画を破いてしまう。喪失感を覚え、深い悲しみの中でジュンは一人雪降る外を泣きながら歩いていたが、ふと雪遊びをしていた幼い少女から声をかけられる。その少女はジュンに対し子供と思えぬ程ひどく大人びた、「悲しみは決してなくなるものではなく、悲しみの源とは自分が今存在し、生きていることである。」という哲学的な内容の話をしてジュンを諭した後、少女は雪の中を去って行くのであった。ジュンにまた近いうちに会えるという言葉を残しながら…

## キャラクター
ジュン
漫画家を目指す少年。自分の夢を父に理解してもらえぬために情緒不安定となっている。ある雪の日、少女に出会ってから不思議な幻想の世界を旅することとなる。
少女
まだ幼い、あどけない少女であるが、やけに大人びていてジュンを諭し、ジュンを不思議な幻想世界へと連れて行く。目を離した隙に大人の女性に変化したりと謎が多い。

## 作品背景
石ノ森によれば、本作は『COM』の創刊に合わせて「長編ストーリーもの」の連載を依頼されたものの、時間的猶予がなく「4、5ページのギャグ漫画」として引き受けたものだった。ただし、「少ないページ数のギャグ漫画」となるとあまりにもありきたりだと考え、「短編でリリックをやってみようかな」と方針を転換した。
本作は「実験的作品」「文学的マンガ」と評され読者の支持を得たが、石ノ森本人は「台詞はほとんどなく、絵とコマの流れだけで構成」「作者本人の心象風景を詩的につづった」などの本作の特徴は、あくまでも時間的猶予のない状況から生まれた苦肉の策であり、「実験的精神で企んだことではまったくなくて、まさに偶然の産物だったのだ」としている。

## 手塚治虫とのエピソード
本作は手塚治虫が刊行した雑誌で連載され、連載のメンバーに石ノ森を選んだのも手塚であった。石ノ森は手塚の原稿を手伝うなど、いわゆるアシスタント行為もたびたび行っていた。手塚は漫画界の第一人者と称され、ひそかに自分以外の作家の長所を研究し、取り入れることで創作意欲をかき立てていたが、その一方で自分以外の作品が賞賛されることに対して感情を露わにすることがあった。石ノ森の自著『絆 不肖の息子から不肖の息子たちへ』（NTT出版、1999年）には、以下のようなエピソードが記されている。
また、小学館の編集者だった中村一彦の証言によれば、中村とともに手塚番として詰めていたある編集者が本作の一コマを気に入り「まるでモーツァルトの音楽のようだ」と賞賛したところ、これを聞いた手塚が「何がモーツァルトの音楽みたいだ、セリフのないまんがなんか、まんがではない、あんなのまんがじゃない」と激高し、即刻『COM』編集部へ電話をかけて編集長に本作の連載中止を命令したこともあった。
手塚の嫉妬心にショックを受けた石ノ森は、『COM』編集部に連載の打ち切りを切り出したところ、手塚は石ノ森のもとを訪れて「自分でもどうしてあんなことをしたのかわからない、自分で自分がイヤになる」と謝罪した。手塚と石ノ森は和解し、連載は完結まで続いた。
この一件は、2018年放送の『24時間テレビ41「愛は地球を救う」』内で放送された単発ドラマ『ヒーローを作った男 石ノ森章太郎物語』で、エピソードの1つとして描かれた。

## ジェニーの肖像との関係
石ノ森と同じトキワ荘の住居人であった赤塚不二夫によれば、両者はアイデアを共有し合う仲だったといい、本作は小説『ジェニーの肖像』をモチーフにしたらどうかという赤塚の提案を基に誕生したものだとしている。
元となった『ジェニーの肖像』では、主人公は画家を目指すが、『ジュン』では石ノ森らしく漫画家を目指す設定に変えられている。赤塚は『ジェニーの肖像』を原作と語っているが、本作に原作表記は特にされていない（これは石森の漫画作品には良くみられることである）。

## 『魔法世界のジュン』
現実世界において不幸な境遇にある幼い少年ジュンが、人間の持つ空想力によって「魔法世界」を旅する物語。1977年から1978年にかけて雑誌「Apache」（講談社）で連載されたのち、1978年から1979年にかけて雑誌「リリカ」（サンリオ)でリメイクされ再連載された。いずれも、休刊のため打ち切りとなっている。
- 共通設定
  - ジュンの父親は行方不明となっており、屋敷を乗っ取った継母と連れ子の姉二人はジュンを暴力も含めた虐待をしている。
  - ジュンは夜に父の形見（Apache版では銀のロケット、リリカ版では写真入りのペンダント）を使用することで、父の行方を捜すために「魔法世界」へと旅立つ。
  - 現実世界でジュンの唯一の味方である子犬のチビは魔法世界では大型犬になり、人語を喋るジュンの相棒となる。話の進行につれて、アヒルのルー、ロボットのガランドー、龍のドラコンといった仲間が増えるが、現実世界では玩具になってしまうので味方にはならない。
- Apache版
  - ジュンが旅立つ「魔法世界」は毎回異なる世界（エピソードタイトルが毎回異なる）。ジュンに教訓を与えるおとぎ話調の話が多いが、現実世界でのジュンへの虐待も多く描かれている。
- リリカ版
  - ジュンが旅立つ世界は、同一の世界（「メルヘンファンタジー」という一つのエピソード）。魔法世界でのジュンはオリジナル版のジュンと同様の青年に成長し、「虹の剣士」として仲間たちと冒険をする。Apache版では最後まで登場しなかったジュンの父もこの世界では「黒い騎士」となっている。
  - 雑誌の方針により、全話が左綴じでフルカラー彩色されている。

## 単行本
- ジュン - 章太郎のファンタジーワールド（虫プロ商事）1969年発売
- ジュン - 章太郎のファンタジーワールド（朝日ソノラマ）1969年発売
- 石森章太郎メルヘン寓話　魔法世界のジュン『増刊リリカ版』（朝日ソノラマ）1978年5月発売
- 魔法世界のジュン（朝日ソノラマ）1993年11月発売 ISBN 978-4257902096
- ジュン - 章太郎のファンタジーワールド（小学館文庫）1982年4月発売 ISBN 978-4091902955
- ジュン - 章太郎のファンタジーワールド（メディアファクトリー文庫）2001年5月発売 ISBN 978-4840102896
- JUN―石ノ森章太郎ファンタジー画集（パイオニアLDC　ジェネオン）2003年1月発売 ISBN 978-4894526884
- ジュン 0 - 石ノ森章太郎とジュン（ポット出版）2011年9月発売 ISBN 978-4780801644
- ジュン 1 - 章太郎のファンタジーワールド ジュン（ポット出版）2011年9月発売 ISBN 978-4780801651
- ジュン 2 - 魔法世界のジュン『アパッチ版』（ポット出版）2011年10月発売 ISBN 978-4780801668
- ジュン 3 - 魔法世界のジュン『リリカ版』（ポット出版）2011年10月発売 ISBN 978-4780801675
- ジュン 4 - 石ノ森章太郎のFANTASY JUN（ポット出版）（マイアニメ版）2011年11月発売 ISBN 978-4780801682 [6]